# Xã Oskaloosa, Quận Jefferson, Kansas
Xã Oskaloosa (tiếng Anh: Oskaloosa Township) là một xã thuộc quận Jefferson, tiểu bang Kansas, Hoa Kỳ. Năm 2010, dân số của xã này là 2.169 người.